# Stazione di Lisiera
La stazione di Lisiera era una fermata ferroviaria posta sulla linea Vicenza-Treviso. Serviva il centro abitato di Lisiera, frazione del comune di Bolzano Vicentino.

## Storia
Attivata come semplice fermata, fu innalzata al rango di stazione il 1º maggio 1909, con la realizzazione di un fabbricato viaggiatori e di un binario di raddoppio, per tornare in seguito al ruolo di fermata. Dagli inizi degli anni novanta la fermata non è più operativa e il fabbricato viaggiatori risulta chiuso al pubblico.. Un tentativo di inserirla nel Sistema Ferroviario Metropolitano Veneto, recepito ufficialmente da apposita delibera della Giunta Municipale del 2007, non ha più avuto sviluppi.